# Beaver (Iowa)
Beaver é uma cidade localizada no estado americano de Iowa, no Condado de Boone.

## Demografia
Segundo o censo americano de 2000, a sua população era de 53 habitantes.
Em 2006, foi estimada uma população de 52, um decréscimo de 1 (-1.9%).

## Geografia
De acordo com o United States Census Bureau tem uma área de
0,7 km², dos quais 0,7 km² cobertos por terra e 0,0 km² cobertos por água.

## Localidades na vizinhança
O diagrama seguinte representa as localidades num raio de 16 km ao redor de Beaver.